# Passions
Passions är en amerikansk såpopera som visas varje vardag på NBC. Serien är en ungdomsversion av de andra såporna.